# Трійн Альянд
Трійн Альянд (8 липня 1985) — естонська плавчиня.
Учасниця Олімпійських Ігор 2004, 2008, 2012 років.
Призерка Чемпіонату Європи з водних видів спорту 2012 року.
Призерка Чемпіонату Європи з плавання на короткій воді 2010, 2011, 2012 років.